# Laurbjerg
Laurbjerg is een plaats in de Deense regio Midden-Jutland, gemeente Favrskov, en telt 969 inwoners (2007).